# ヤマハ・SRX (オートバイ)
SRX（エスアールエックス）は、ヤマハ発動機が製造・販売していた単気筒エンジンを搭載するオートバイのシリーズ車種。ヤマハ・SRの派生シリーズとして、単気筒エンジンのSRXが発売された。SRシリーズのクラシカルな外観意匠に比べると、SRXはモダンな外観意匠とより近代的な技術が取り入れられ、SRシリーズよりもスポーツ指向が強い車種であった。特に400と600は「ビッグシングル」として人気があった。

## SRX250
SRX250（51Y型）は1984年に発売された。4バルブDOHCエンジンにツインキャブを採用し、フロントにディスクブレーキを装備。派生車種としてハーフカウルを装備したSRX250Fも発売された。1990年には、上位機種の400ccクラス・600ccクラスと同様に、3WP型にモデルチェンジされた。初期タイプは最高出力は32psであるが、後期モデルは28psとなる。

## SRX-6,4
SRX-6とSRX-4（1JL型）は、共に1985年発売された。SRを発展させたスポーツライディングを目的とするシリーズであり、車体構成はほぼ共通仕様で4バルブSOHCエンジンと前後ディスクブレーキが装備されていた。当時のシングルレースでは上位を独占していた。
1990年には揃ってモデルチェンジを受け、車名もSRX600およびSRX400（3VN型）と改められた。
SRXシリーズは、250cc・400cc・600ccモデルとも1990年モデルチェンジを受けたが、この型式を最後として各モデルとも1990年代中に生産終了となった。

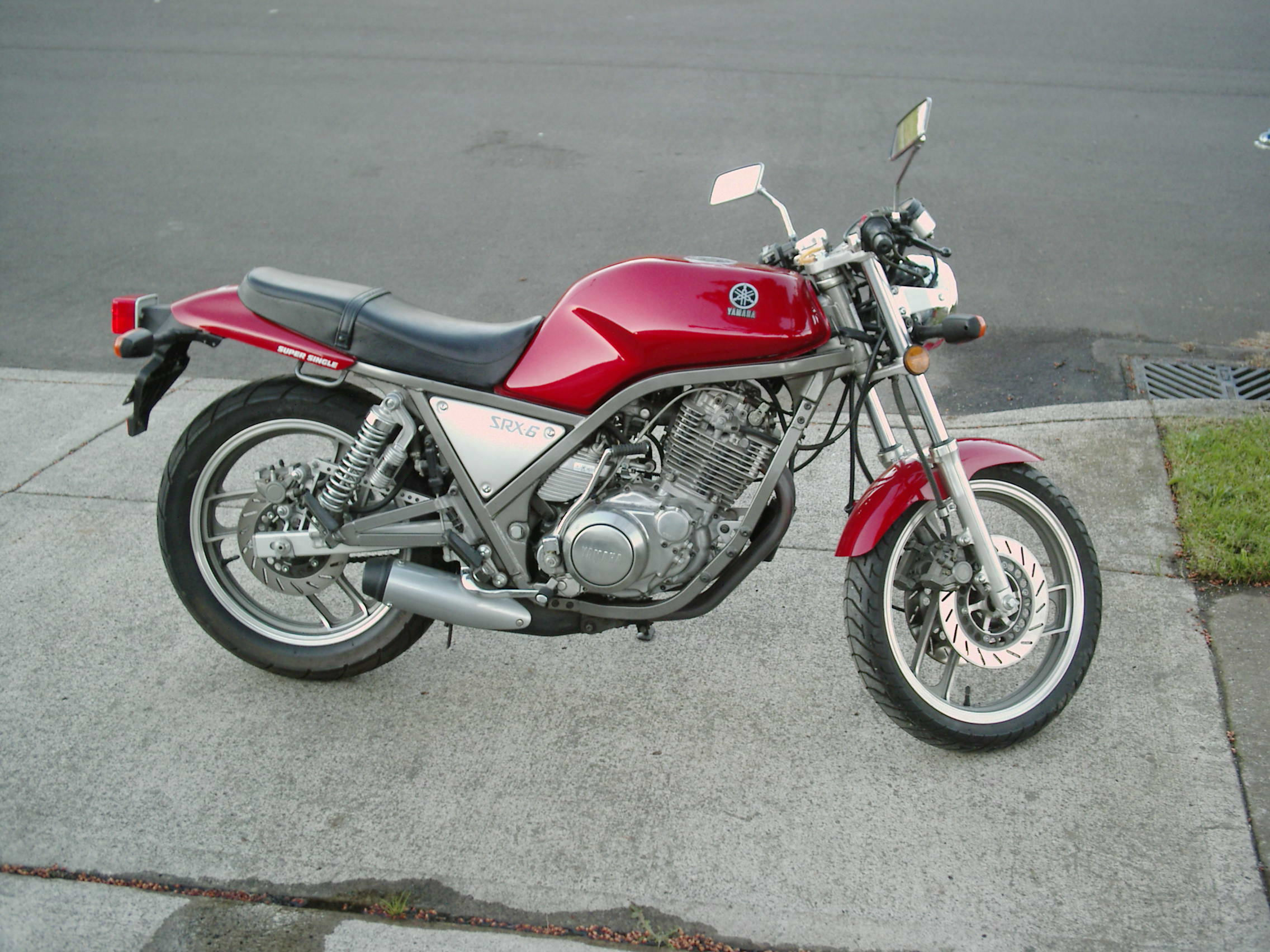
SRX600（1986年式） ※前期型
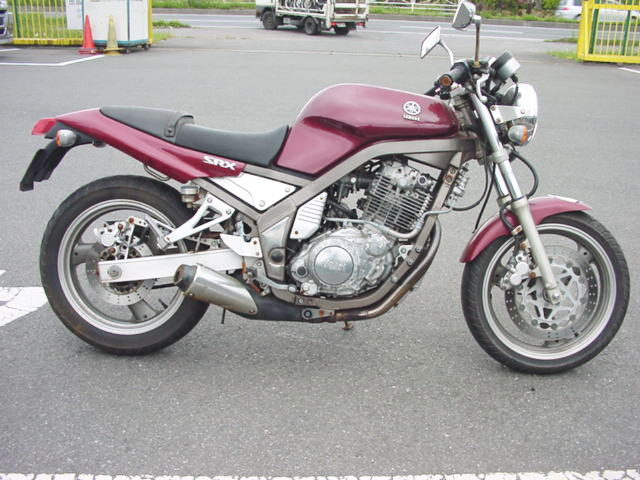
SRX400（1990年式） ※後期型